# Свети Дух (Везник)
Вижте пояснителната страница за други значения на Свети Илия.
„Свети Дух“ (на гръцки: Ιερά Μονή Αγίου Πνεύματος) е манастир в Егейска Македония, Гърция, подчинен на Сярската и Нигритска митрополия на Вселенската патриаршия (под управлението на Църквата на Гърция).
Манастирът е разположен на 2 km северно от Везник (Агио Пневма), на 550 m височина в южните склонове на Сминица (Меникио). Манастирът е издигнат в 1857 година при митрополит Яков Серски, край аязмото, посветено на Светата Троица. Според местната легенда везнишките турци решават да овладеят извора, наричан от тях Али Блема, за да построят там джамия и хамам. Мухтарят на Везник извиква кадия от Сяр, който в присъствието на християни и мюсюлмани решава, че изворът е на мюсюлманите. Османците построяват басейн и го откриват с празненство, при което обаче млада танцьорка туркиня се удавя в басейна. Турците разрушават постройките си и позволяват на християните да си построят там църква. Църквата е построена от жителите на Везник и околните села изключително бързо, като селяните образуват 2 km дълга редица за пренасяне на камъни от Змийница на ръка. Поради тази бързина църквата е малка и с архитектурни дефекти.
Храмът е каменна базилика с дървен покрив с дебелина на стените 1,1 m, дължина 7,85 m и ширина 4,70 m. Апсидата на изток отвън е полукръгла. Храмът има и втора ниша - протезис. Под светата трапеза е свещената вода, която достига дотам подземя от извор на няколко метра североизточно от храма. Наосът е малък и затова по-късно е разширен с притвор с размери 8,3 на 5,6 m с женска църква над него. Покривът на притвора е завършен в 1935 година. По-късно женската църква е разрушена.
За издигането на храма има три надписа на мраморни плочи. Два са вградени в южната стена. Единият има кръст с надпис „ΙΣ.ΧΡ. ΝΙΚΑ έτος 1857“, а другият е:
| „ | ΑΝΗΓΕΡΘΗ ΕΚ ΒΑΘΡΩΝ Ο ΠΑΡΩΝ ΘΥΟΣ ΝΑΟΣ ΤΟΥ ΠΑΝΑΓΙΟΥ ΠΝΕΥΜΑΤΟΣ ΔΙ ΑΓΡΟΤΡΟΠΗΣ ΜΕΝ ΚΑΙ ΣΥΝ ΕΡΓΥΑΣ ΤΟΥ ΠΑΝΙΕΡΟΤΑΤΟΥ ΑΓΙΟΥ ΣΕΡΡΩΝ ΚΥΡΙΟΥ ΚΥΡΙΟΥ ΙΑ ΚΩΒΟΥ ΔΑΠΑΝΗΣ ΔΕ ΤΩΝ ΦΙΛΟ ΧΡΙΣΤΩΝ ΚΑΤΟΙΚΩΝ ΤΗΣ ΘΕΟ ΣΩΣΤΟΥ ΧΩΡΙΟΥ ΒΕΖΙΝΙΚΟΥ ΚΑΙ ΤΟΝ ΛΙΠΩΝ ΣΥΝΔΡΟΜΗΤΩΝ ΑΙΩΝΙΑ Ι ΜΝΗΜΗ ΕΤΟΣ 185(7). | “ |

Третият надпис е над главния вход: „ΑΡΧΙΕΡΑΤΕΥΟΝΤΟΣ ΕΝ ΣΕΡΡΑΙΣ ΤΟΥ ΣΕΒΑΣΜΙΩΤΑΤΟΥ ΑΓΙΟΥ ΣΕΡΡΩΝ ΙΑΚΩΒΟΥ ΑΝΗΓΕΡΘΗ ΚΑΤΑ ΠΡΩΤΟΝ ΟΔΕ Ο ΙΕΡΟΣ ΝΑΟΣ ΤΟΥ ΑΓΙΟΥ ΠΝΕΥΜΑΤΟΣ ΕΝ ΕΤΕΙ ΣΩΤΗΡΙΩ 1857. ΑΡΧΙΕΡΑΤΕΥΟΝΤΟΣ Δ' ΕΝ ΣΕΡΡΑΙΣ ΤΟΥ ΣΕΒΑΣΜΙΩΤΑΤΟΥ ΑΓΙΟΥ ΣΕΡΡΩΝ Κ. ΚΩΝΣΤΑΝΤΙΝΟΥ ΕΖΩΓΡΑΦΗΘΗ ΕΚ ΝΕΟΥ ΤΩΝ ΦΙΛΟΤΙΜΩΝ ΣΥΝΔΡΟΜΗΤΩΝ ΕΝ ΕΤΕΙ ΣΩΤΗΡΙΩ 1939“. Този надпис повтаря информацията от предходните и добавя, че храмът е бил изписан, но стенописите са увредени и са изработени наново в 1939 година при митрополит Константин Серски. Стенописите в наоса и нартекса са консервирани в 2001 година.
Църквата е изписана. В църквата има няколко ценни икони: „Свети Архангел Михаил“ има надпис „Δια συνδρομής καί δαπάνης Μιχαήλ Κωνσταντίνου, Βασιλείου καί Χριστοδούλου αιωνία η μνήμη“; „Света Троица“ е дело на довищкия зограф Георгиос Николау и има два надписа „Δια συνδρομής Αντωνίου αιωνία η μνήμη. Δια χειρός Γεωργίου Νικολάου έτος 1875“ и отстрани „έτος 1858... χείρ Μιχαήλ“; втора икона на Света Троица е подписана „Έργον Γεωργίου Νικολάου Δοβιστινού 189“ и „Δέησις του δούλου του Θεού Αντωνίου και των τέκνων εις μνημόσυνον αιώνιον“; „Света Богородица Одигитрия“ е надписана „χείρ Μηχαήλ Κωνσταντίνου καί Μαρία“; „Успение Богородично“ е с надпис „Δια χειρός κυρίου Κωνσταντίνου“; „Иисус Христос“; „Свети Йоан Предтеча“ на иконостаса вляво от „Иисус Христос“, датирана 1859 година.
Конакът на манастира е построен или ремонтиран в 1865 година според годината гравирана на вградена в сградата плоча.
В двора на манастира има вековен чинар широк 11 m, както и три чешми – от 1866, 1876 и 1878 година. Чешмата от 1866 година има вградена римска стела с тракийски конник, три женски и две мъжки глави.